# Струвеове функције
Струвеове функције {\displaystyle \mathbf {H} _{\alpha }(x)} представљају решења нехомогене Беселове диференцијалне једначине:
{\displaystyle x^{2}{\frac {d^{2}y}{dx^{2}}}+x{\frac {dy}{dx}}+(x^{2}-\alpha ^{2})y={\frac {4{(x/2)}^{\alpha +1}}{{\sqrt {\pi }}\Gamma (\alpha +{\frac {1}{2}})}}}

## Открио их астроном
Функције су назване према руском астроному Херману Струвеу, који их је открио 1882. да би решио извесне проблеме луминозитета у астрономији. Комплексни број α представља ред Струвеове функције. Модификована Струвеова функција {\displaystyle \mathbf {L} _{\alpha }(x)} једнака је {\displaystyle -ie^{-i\alpha \pi /2}\mathbf {H} _{\alpha }(ix)}.

## Дефиниција
Хомогено решење Беселове једначине су Беселове функције, а решење нехомогене горенаведене Беселове једначине је Струвеова функција, која развијена у ред има следећи облик:
{\displaystyle \mathbf {H} _{\alpha }(x)=\sum _{m=0}^{\infty }{\frac {(-1)^{m}}{\Gamma (m+{\frac {3}{2}})\Gamma (m+\alpha +{\frac {3}{2}})}}{\left({\frac {x}{2}}\right)}^{2m+\alpha +1}}
где је {\displaystyle \Gamma (z)} гама функција.
Модификована Струвеова функција {\displaystyle \mathbf {L} _{\nu }(z)} има следећи облик:
{\displaystyle \mathbf {L} _{\nu }(z)={\left({\frac {z}{2}}\right)}^{\nu +1}\sum _{k=0}^{\infty }{\frac {1}{\Gamma ({\frac {3}{2}}+k)\Gamma ({\frac {3}{2}}+k+\nu )}}{\left({\frac {z}{2}}\right)}^{2k}}
Интегрални облик Струвеове функције је:
{\displaystyle \mathbf {H} _{\alpha }(x)={\frac {2{(x/2)}^{\alpha }}{{\sqrt {\pi }}\Gamma (\alpha +{\frac {1}{2}})}}\int _{0}^{\pi /2}\sin(x\cos \tau )\sin ^{2\alpha }(\tau )d\tau .}

## Рекурзивне релације
Струвеове функције задовољавају следеће рекурзивне релације:
{\displaystyle \mathbf {H} _{\alpha -1}(x)+\mathbf {H} _{\alpha +1}(x)={\frac {2\alpha }{x}}\mathbf {H} _{\alpha }(x)+{\frac {{(x/2)}^{\alpha }}{{\sqrt {\pi }}\Gamma (\alpha +{\frac {3}{2}})}}}
{\displaystyle \mathbf {H} _{\alpha -1}(x)-\mathbf {H} _{\alpha +1}(x)=2{\frac {\mathrm {d} \mathbf {H} _{\alpha }}{\mathrm {d} x}}-{\frac {{(x/2)}^{\alpha }}{{\sqrt {\pi }}\Gamma (\alpha +{\frac {3}{2}})}}.}

## Веза са другим функцијама
Струвеове функције целобројнога реда могу да се прикажу помоћу Веберових функција En и обратно. Ако је n ненегативни цели број онда је:
{\displaystyle \mathbf {E} _{n}(z)={\frac {1}{\pi }}\sum _{k=0}^{[{\frac {n-1}{2}}]}{\frac {\Gamma (k+1/2)(z/2)^{n-2k-1}}{\Gamma (n-1/2-k)}}\mathbf {H} _{n}}
{\displaystyle \mathbf {E} _{-n}(z)={\frac {(-1)^{n+1}}{\pi }}\sum _{k=0}^{[{\frac {n-1}{2}}]}{\frac {\Gamma (n-k-1/2)(z/2)^{-n+2k+1}}{\Gamma (k+3/2)}}\mathbf {H} _{-n}.}
Струвеове функције реда n+1/2 (n је цели број) могу да се изразе преко Беселових функција:
{\displaystyle \mathbf {H} _{-n-1/2}(z)=(-1)^{n}J_{n+1/2}(z)}
Струвеове функције могу да се представе и помоћу поопштене хипергеометријске функције:
{\displaystyle \mathbf {H} _{\alpha }(z)={\frac {(z/2)^{\alpha +1/2}}{{\sqrt {2\pi }}\Gamma (\alpha +3/2)}}{}_{1}F_{2}(1,3/2,\alpha +3/2,-z^{2}/4).}

## Асимптотски облик
За велико x добија се асимптотски облик:
{\displaystyle \mathbf {H} _{\alpha }(x)-Y_{\alpha }(x)\rightarrow {\frac {1}{{\sqrt {\pi }}\Gamma (\alpha +{\frac {1}{2}})}}{\left({\frac {x}{2}}\right)}^{\alpha -1}+O\left({(x/2)}^{\alpha -3}\right)}
где је {\displaystyle Y_{\alpha }(x)} Беселова функција друге врсте (Нојманова функција).